# Bellator MMA

Logo

Bellator MMA, Bellator (dawniej: Bellator Fighting Championships) − nieistniejąca amerykańska organizacja mieszanych sztuk walki (MMA), działająca w latach 2008-2025. Głównym aspektem organizacji były sezony turniejowe organizowane w poszczególnych kategoriach wagowych w latach 2009-2014, po których następowała walka o pas mistrzowski z aktualnym mistrzem danej kategorii. W czasie jednego sezonu mogły być organizowanych kilka turniejów w różnych kategoriach wagowych. Walki odbywają się w okrągłej klatce. W Polsce od 2021 gale nadawane są przez TVP, na kanale TVP Sport. Dawniej wydarzenia były transmitowane przez NC+, na kanałach Canal+ Sport oraz Canal+ Sport 2.

## Historia
Założycielem organizacji jest Bjorn Rebney. W pierwszym zorganizowanym sezonie gale Bellatora były transmitowane przez telewizję ESPN Deportes. Transmitowane były również poza Stanami Zjednoczonymi. Ze względu na duży sukces oglądalności pierwszego sezonu, 8 kwietnia 2010 roku Bellator nawiązał współpracę z większymi stacjami telewizyjnymi m.in. NBC, FOX Sports Net, Telemundo, Mun2 oraz The Score.
W grudniu 2010 roku Bellator ogłosił podpisanie umowy z telewizją FX, ale ostatecznie transakcja nie doszła do skutku. Miesiąc później ogłoszono, że gale Bellatora będą transmitowane w MTV2 oraz Tr3s od początku czwartego sezonu, który zaczynął się w marcu 2011 roku.
26 października 2011 roku ogłoszono kupno większości udziałów Bellator FC przez koncern Viacom. Od 2013 roku gale są transmitowane w telewizji Spike TV (która jest własnością koncernu Viacom), która wcześniej transmitowała gale UFC. Prezydentem organizacji pozostał Bjorn Rebney. Zachowany został również sezonowy format rozgrywek.
W maju 2014 odbyła się pierwsza gala transmitowana w formacie pay per view (Bellator 120). W czerwcu tego samego roku Bjorn Rebney odszedł z organizacji. Na jego miejsce powołano byłego właściciela Strikeforce Scotta Cokera, który po czasie zrezygnował z formatu sezonowych turniejów, na rzecz pojedynczych walk oraz okazjonalnych jednowieczorowych turniejów.

### Bellator Kickboxing
Na początku 2016, powołano do życia siostrzaną organizację, Bellator Kickboxing, mającą na celu promocję zawodowego kickboxingu, która ściśle współpracuje z International Sport Karate Association (ISKA) m.in. w kwestiach sankcjonowania i regulacji pojedynków. 16 kwietnia 2016 odbyła się pierwsza, łączona gala MMA i kickboxingu − Bellator 152 (znana także jako: Bellator Kickboxing 1), podczas której wyłoniony został inauguracyjny mistrz w wadze półśredniej, Marokańczyk Karim Ghajji. 12 października 2019 odbyła się ostatnia, dwunasta gala − Bellator Kickboxing 12 (znana także jako: Bellator Milan, Bellator 230).

## Zasady walki i kategorie wagowe[15]
Bellator MMA korzysta z zasad ustanowionych przez New Jersey State Athletic Control Board (NJSACB), oficjalnie zwanych Unified Rules of Mixed Martial Arts, które de facto stały się standardem na terenie USA. Regulują one również liczbę i limity kategorii wagowych. W organizacji Bellator jest ich siedem dla mężczyzn i jedna dla kobiet: 
Mężczyźni
- kogucia (do 135 lb / 61,2 kg)
- piórkowa (do 145 lb / 65,8 kg)
- lekka (do 155 lb / 70,3 kg)
- półśrednia (do 170 lb / 77,1 kg)
- średnia (do 185 lb / 83,9 kg)
- półciężka (do 205 lb / 93,0 kg)
- ciężka (do 265 lb / 120,2 kg)

Kobiety
- musza (do 125 lb / 56,7 kg)
- piórkowa (do 145 lb / 65,8 kg)

## Mistrzowie MMA[16]
| Kategoria  | Waga               | Mistrz                 | Od                | Obrony tytułu |
| ---------- | ------------------ | ---------------------- | ----------------- | ------------- |
| Ciężka     | do 120 kg (265 lb) | Ryan Bader             | 26 stycznia 2019  | 3             |
| Półciężka  | do 93 kg (205 lb)  | Corey Anderson         | 22 marca 2024     | -             |
| Średnia    | do 84 kg (185 lb)  | Johnny Eblen           | 24 czerwca 2022   | 3             |
| Półśrednia | do 77 kg (170 lb)  | Ramazan Kuramagomiedow | 22 czerwca 2024   | 0             |
| Lekka      | do 70 kg (155 lb)  | Usman Nurmagomiedow    | 18 listopada 2022 | 3             |
| Piórkowa   | do 66 kg (145 lb)  | Patrício Freire        | 15 kwietnia 2022  | 2             |
| Kogucia    | do 61 kg (135 lb)  | Patchy Mix             | 17 listopada 2023 | 1             |
| Kategoria  | Waga               | Mistrzyni              | Od                | Obrony tytułu |
| Piórkowa   | do 66 kg (145 lb)  | Cris Cyborg            | 25 stycznia 2020  | 5             |
| Musza      | do 56,7 (125 lb)   | Liz Carmouche          | 22 kwietnia 2020  | 3             |

## Lista mistrzów
- Chronologiczna lista dotychczasowych mistrzów Bellator MMA

## Polacy w Bellator MMA

### Byli
| Zawodnik           | Kategoria wagowa             | Lata aktywności w Bellator MMA | Rekord w Bellator MMA | Przypis |
| ------------------ | ---------------------------- | ------------------------------ | --------------------- | ------- |
| Michał Kita        | ciężka do 120 kg (265 lb)    | 2010                           | 0-1                   | [ 17 ]  |
| Damian Grabowski   | ciężka do 120 kg (265 lb)    | 2010-2012                      | 1-2                   | [ 18 ]  |
| Marcin Held        | lekka do 70 kg (155 lb)      | 2011-2016                      | 11-3                  | [ 19 ]  |
| Rafał Cejrowski    | półciężka do 93 kg (205 lb)  | 2017                           | 0-1                   | [ 20 ]  |
| Marcin Prostko     | półciężka do 93 kg (205 lb)  | 2017                           | 0-1                   | [ 21 ]  |
| Adam Maciejewski   | ciężka do 120 kg (265 lb)    | 2018                           | 0-1                   | [ 22 ]  |
| Damian Frankiewicz | piórkowa do 66 kg (145 lb)   | 2019                           | 0-1                   | [ 23 ]  |
| Mateusz Piskorz    | lekka do 70 kg (155 lb)      | 2019-2020                      | 0-2                   | [ 24 ]  |
| Marek Jakimowicz   | półśrednia do 77 kg (170 lb) | 2020                           | 1-0                   | [ 25 ]  |
| Katarzyna Sadura   | musza do 56,7 (125 lb)       | 2021-2022                      | 1-1                   | [ 26 ]  |
| Maciej Różański    | półciężka do 93 kg (205 lb)  | 2022-2023                      | 1-2                   | [ 27 ]  |
| Piotr Niedzielski  | piórkowa do 66 kg (145 lb)   | 2022-2024                      | 1-3                   | [ 28 ]  |
| Kamil Oniszczuk    | średnia do 84 kg (185 lb)    | 2022-2024                      | 0-2                   | [ 29 ]  |
| Przemysław Górny   | kogucia do 61 kg (135 lb)    | 2023                           | 0-1                   | [ 30 ]  |
| Karolina Sobek     | piórkowa do 66 kg (145 lb)   | 2024                           | 0-1                   | [ 31 ]  |